# Преров
Преров (чеш. Přerov) град је у Чешкој Републици, у области Моравске. Преров је други по величини град самоуправне јединице Оломоуцки крај, а и седиште је истоименог управног округа Преров.

## Географија
Преров се налази у источном делу Чешке републике. Град је удаљен од 280 км источно од главног града Прага, а од првог већег града, Брна, 83 км североисточно.

### Рељеф
Преров се налази у средишњем делу чешке историјске земље Моравске. Град се налази у долини речице Бечве, притоке веће Мораве, на приближно 210 м надморске висине. Терен у граду и околини је заталасан.

### Клима
Клима области Прерова је умерено континентална.

### Воде
Град Преров се налази на речици Бечви, притоке веће Мораве, која протиче пар километара јужно од града.

## Историја
Подручје Прерова било је насељено још у доба праисторије. Насеље под данашњим називом први пут се у писаним документима спомиње у 1133. године као словенско насеље, а насеље је у 1256. добило градска права.
1919. године Преров је постао део новоосноване Чехословачке. У време комунизма град је нагло индустријализован. После осамостаљења Чешке дошло је до опадања активности тешке индустрије и до проблема са преструктурирањем привреде.

## Становништво
Преров данас има око 45.000 становника и последњих година број становника у граду стагнира. Поред Чеха у граду живе и Словаци и Роми.

## Партнерски градови
- Ивано-Франкивск
- Бардјејов
- Cuijk
- Дјечин
- Озимек
- Кенђежин Козле
- Котор

## Галерија
- Црква Марије Магдалине
- Горњи трг
- Тржни центар
- Нови део града